# Belcastel (Tarn)
Belcastel ist eine französische Gemeinde mit 226 Einwohnern (Stand 1. Januar 2022) im Département Tarn in der Region Okzitanien. Sie gehört zum Kanton Lavaur Cocagne und zum Arrondissement Castres.
Sie grenzt im Nordwesten an Verfeil, im Norden und im Nordosten an Lavaur, im Südosten an Viviers-lès-Lavaur, im Süden an Bannières, im Südwesten an Montcabrier und im Westen an Teulat.

## Bevölkerungsentwicklung
| Einwohner                 | 227 | 221 | 182 | 167 | 181 | 176 | 189 | 221 |
| Quelle: Cassini und INSEE |     |     |     |     |     |     |     |     |

## Sehenswürdigkeiten

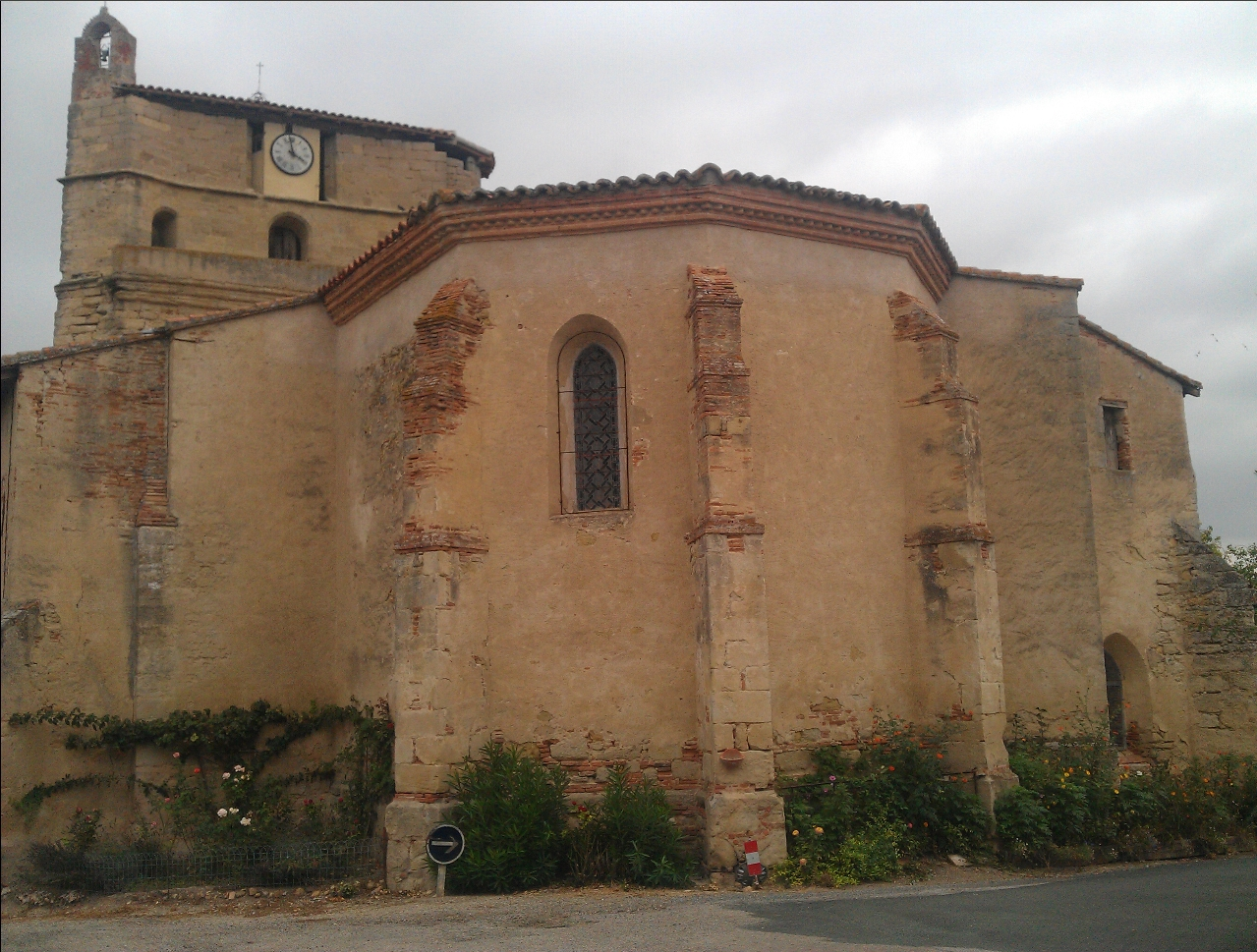
Kirche Saint-Étienne

- Kirche Saint-Étienne mit Teilen aus dem 16. Jahrhundert – Monument historique[1]
- Lavoir (Waschhaus)
- mehrere Wegkreuze an der D28 und im Dorfzentrum